# Anartria
Anartria – zaburzenie mowy polegające na niemożności tworzenia artykułowanych dźwięków. Przy bardzo dużym nasileniu praktycznie uniemożliwia mówienie. Jej przyczyną jest najczęściej uszkodzenie aparatu wykonawczego mowy (mięśnie języka, podniebienia miękkiego, krtani, warg) lub nerwów zaopatrujących te mięśnie (nerwy czaszkowe: nerw błędny, nerw podjęzykowy, nerw twarzowy) bądź też uszkodzeniem jąder powyższych nerwów znajdujących się w OUN.
Jej lżejszą postacią jest dyzartria.